# Georg Strobel (Turner)
Georg Strobel (* 1909; † im 20. Jahrhundert) war ein deutscher Turner, der in der deutschen Nationalmannschaft turnte. Sein Heimverein war der TSV Hüttlingen.

## Leben
1939 wurde er Württembergischer Meister.
1940 wurde er in der Magdeburger Stadthalle mit der württembergischen Bereichsmannschaft Zweiter bei den Deutschen Mannschaftsmeisterschaften.
Anfang Februar 1941 stand er in der Deutschlandriege, die in Lahr und Straßburg turnte.
Am 27. April 1941 turnte er in Essen im Endkampf bei der Deutschen Mannschaftsmeisterschaft und belegte mit dem „Gau Württemberg“ den 4. Platz.
Auch nach dem Zweiten Weltkrieg gehörte er noch zu den besten deutschen Turnern.